# Salvatore Alfieri
Salvatore Alfieri (Cerignola, 26 ottobre 1969) è un allenatore di calcio, dirigente sportivo ed ex calciatore italiano, di ruolo difensore.

## Carriera

### Giocatore
Dopo aver giocato nei dilettanti del Larino in Molise, debutta tra i professionisti a 18 anni nel Chieti in Serie C2 rimanendovi per due stagioni.
Nel 1989 passa al Pescara in Serie B dove dopo tre anni contribuisce alla promozione in Serie A, categoria nella quale totalizza 18 gettoni; in seguito rimane negli abruzzesi ancora in cadetteria. Nel 1996 viene ceduto per sei mesi all'Ancona in Serie B, prima di giocare un ultimo anno nella serie cadetta col Pescara.
Nel 1997 passa per un anno al Gualdo in Serie C1 e poi rimane nella stessa serie per tre stagioni all'Ascoli.
Nel 2001 scende in Serie C2 con il Catanzaro e poi nella Nuova Nardò; nel 2002 gioca nel CND con la Sanremese, prima di disputare la sua ultima stagione professionistica nel Rutigliano.
Complessivamente ha collezionato 18 presenze in Serie A e 111 (con 4 reti) in Serie B.

### Allenatore
Dopo il ritiro ricopre il ruolo di direttore sportivo del Termoli, ultima società nella quale aveva militato. Nel 2010 è vice allenatore al Campobasso.
Nella stagione 2013-2014 ha allenato la Primavera della Virtus Lanciano, società di Serie B; è stato riconfermato dalla società abruzzese con il medesimo incarico anche per la stagione 2014-2015. Nel 2023 -2024  è alla guida della Fermana primavera